# 鑓水洋
鑓水 洋（やりみず よう、1964年11月24日 - ）は、日本の財務・環境官僚。熊本県総合政策局長や、理財局次長、国税庁次長、環境省大臣官房長、総合環境政策統括官等を経て、環境事務次官。

## 人物・経歴
山形県山形市出身。1983年山形県立山形東高等学校卒業。東京大学法学部在学中に国家公務員一種試験（法律）に合格。1987年東京大学法学部卒業、大蔵省入省。国際金融局総務課配属。大蔵省理財局総務課企画係長、観音寺税務署長、大蔵省銀行局総務課長補佐（日本銀行、企画）、大蔵省銀行局中小金融課長補佐（信用金庫、信用補完）、大蔵省主計局総務課長補佐（歳入・国債）、大蔵省主計局主計官補佐（農林水産第一係主査）、内閣官房行政改革推進事務局行政委託型公益法人等改革推進室企画官、熊本県企画振興部長、熊本県総合政策局長、熊本県地域振興部長、財務省主税局総務課主税企画官（広報）、財務省大臣官房企画官（主税局担当）、財務省主税局税制一課主税企画官兼税制第二課、財務省主計局主計官（外務、経済協力、経済産業係担当）、財務省主計局主計官（司法・警察、財務、経済産業、環境係担当）等を経て、2012年7月13日財務省主税局税制第三課長。同年12月26日財務省主税局税制第一課長。2014年7月9日財務省大臣官房政策金融課長。2015年7月7日財務省主税局総務課長。2016年6月27日広島国税局長。2017年7月7日財務省大臣官房付兼内閣官房内閣審議官（内閣官房副長官補付）兼内閣官房TPP政府対策本部員。2018年7月27日財務省大臣官房審議官（理財局担当）。2019年7月5日財務省理財局次長。2020年7月20日国税庁次長。2021年7月1日環境省大臣官房長。2023年環境省総合環境政策統括官。2024年7月環境事務次官。